# Tibooburra Airport
Tibooburra Airport är en flygplats i Australien. Den ligger i delstaten New South Wales, i den sydöstra delen av landet, omkring 990 kilometer nordväst om delstatshuvudstaden Sydney.
Trakten runt Tibooburra Airport är nära nog obefolkad, med mindre än två invånare per kvadratkilometer.. 
Omgivningarna runt Tibooburra Airport är i huvudsak ett öppet busklandskap. Genomsnittlig årsnederbörd är 259 millimeter. Den regnigaste månaden är mars, med i genomsnitt 69 mm nederbörd, och den torraste är oktober, med 1 mm nederbörd.